# Англиканска заједница
Англиканска заједница је међународна заједница националних и регионалних цркава које се налазе у пуном општењу са Црквом Енглеске.
Верника Англиканске заједнице у свету има око 85 милиона, највише у Енглеској (26 милиона), Нигерији (17,5), Уганди (8), Јужном Судану (5), Аустралији (3,8). После католицизма и православља, то је трећа највећа хришћанска деноминација у свету.
Надбискуп од Кантерберија, примат целе Енглеске, признат је као „први међу једнакима“ (латински: primus inter pares). Надбискуп не користи своју позицију употребљавајући свој ауторитет, већ служи као симбол јединства у Англиканској заједници. Свака национална или регионална црква је потпуно независна, задржавајући сопствени законодавни процес и епископски систем под вођством локалних примата. 
Цркве Англиканске заједнице сматрају себе чланицама једне, свете, католичке и апостолске Цркве, и сматра се да је део како католичке тако и реформаторске верзије хришћанства. За неке вернике англиканизам представља форму католицизма без папе, док за друге представља форму протестантизма без доминанте фигуре водича као што су Мартин Лутер у лутеранизму, Џон Кнокс и Џон Калвин у калвинизму, Цвингли или Весли у методизму. Заједницу чини широк спектрум веровања и традиција, како јеванђеоски, тако и либерални или католички. 
Име Англиканска заједница добијено је од латинског Ecclesia Anglicana, што значи „Енглеска црква“.

## Устројство
Ова Црква, или заједница цркава, неформална је организација. Англиканску заједницу уједињује заједничка историја, доктрина вере и традиције.
Црква је настала је у 16. веку, 1867. године у Лондону, отцепљењем од Католичке цркве, при чему је претрпела јак утицај реформације.
Духовни вођа цркве је, први међу једнакима, надбискуп кентерберијски Џастин Велби (од 2013).
Постоје три врсте свештеника: проповедник, свештеник и бискуп. Свештеници у Англиканској заједници не практикују целибат, а жене у принципу могу да обављају све црквене функције, што опет зависи од става локалне Цркве. У 19. веку су се појавили монаси и монахиње у Англиканској заједници. Они се углавном баве хуманитарним радом. Данас их има највише у Меланезији.

## Верници
Број верника последњих година опада у Великој Британији, а расте у афричким и азијским земљама. Припадници Англиканске заједнице су углавном налазе у англофонским земљама. Ширењу англиканства је допринела огромна експанзија Британске империје у 18. и 19. веку, а у почетку су ове колонијалне цркве биле под јурисдикцијом лондонског бискупа. Након америчке револуције, парохије су сматрале неопходним да се у новој, независној земљи формално одвоје од цркве чији је врховни гувернер остао британски монарх. Тад су формирали своје епархије и националну цркву.
У Шкотској и САД ова Црква је позната као Епископска (од латинског Episcopus – „бискуп“, „владика“).
Англиканска заједница веома често изазива поделе међу конгрегацијом увођењем контроверзних доктрина као што је рукоположење жена свештеника почетком 1980-их, а у скорије време разматрање постављања жена на бискупске функције, као и рукоположење хомосексуалаца за свештенике.